# Asilus villosus
Asilus villosus är en tvåvingeart som beskrevs av Gmelin 1790. Asilus villosus ingår i släktet Asilus och familjen rovflugor. Inga underarter finns listade i Catalogue of Life.